# شیبا (جمهوری آلتای)
شیبا (به لاتین: Shiba) یک منطقهٔ مسکونی در روسیه است که در جمهوری آلتای واقع شده‌است.